# Leucosyke alba
Leucosyke alba är en nässelväxtart som först beskrevs av Carl Ludwig von Blume, och fick sitt nu gällande namn av Heinrich Zollinger och Mor.. Leucosyke alba ingår i släktet Leucosyke och familjen nässelväxter. Inga underarter finns listade i Catalogue of Life.